# Despo Diamantidou
Despoina Diamantidou, detta Despo (in greco Δέσπω Διαμαντίδου?; Il Pireo, 13 luglio 1916 – Atene, 18 febbraio 2004), è stata un'attrice greca.

## Biografia
Attiva in campo teatrale, televisivo e cinematografico, recitò in oltre una settantina di film in Grecia e negli Stati Uniti. Sul grande schermo è nota soprattutto per aver interpretato la madre del personaggio di Woody Allen in Amore e guerra. Oltre alle numerose apparizioni teatrali nella natia Grecia, recitò anche in alcuni musical a Broadway, tra cui Cabaret (1968) e A Little Night Music (1973).

## Filmografia parziale
- L'ultima bugia (Το τελευταίο ψέμα), regia di Michael Cacoyannis (1958)
- Mai di domenica (Ποτέ την Κυριακή), regia di Jules Dassin (1960)
- Frine e le compagne (Τα κόκκινα φανάρια), regia di Vassili Georgiades (1963)
- Topkapi (Τοπ Καπί), regia di Jules Dassin (1964)
- Something for Everyone, regia di Harold Prince (1970)
- Promessa all'alba (Promise at Dawn), regia di Jules Dassin (1970)
- Cavalieri selvaggi (The Horsemen), regia di John Frankenheimer (1971)
- La gang che non sapeva sparare (The Gang That Couldn't Shoot Straight), regia di James Goldstone (1971)
- Amore e guerra (Love and Death), regia di Woody Allen (1975)
- Kravgi gynaikon (Κραυγή Γυναικών), regia di Jules Dassin (1978)

## Doppiatrici italiane
- Lydia Simoneschi in Mai di domenica, Topkapi